# George Henschel
George Isidor Henschel, född 18 februari 1850 i Breslau, Schlesien i Konungariket Preussen (nu Wrocław, Polen), död 10 september 1934 i Aviemore, Skottland, var en tyskfödd brittisk musiker.
Henschel var elev till Götze och Richter vid Leipzigs konservatorium 1867–1870, senare till Schulze och Kiel. Han var 1881–1884 dirigent för symfoniorkestern i Boston och levde från 1885 i London. Henschel var en aktad kompositör och framför allt utmärkt vis- och romanssångare (basbaryton). Han drog sig 1914 tillbaka från sångartribunen och utgav memoarverket Musings and Memories of a Musician (1918). Henschel erhöll 1914 knightvärdighet.